# Cyprus Popular Bank
Cyprus Popular Bank, appelée également Marfin Popular Bank ou Laiki Bank était jusqu'en 2013, la deuxième plus grande banque de Chypre, derrière Bank of Cyprus. La Laiki Bank avait 295 agences bancaires situées à Chypre, en Russie, en Ukraine, en Roumanie, en Serbie, au Royaume-Uni et à Malte.
Le 30 juin 2012, la Laiki Bank était détenue à 82 % par l'état chypriote. En mars 2013, elle est démantelée dans le cadre de la crise financière chypriote. Dans ce cadre, ses dépôts sains ou de moins de 100 000 € sont transférés dans la Bank of Cyprus, alors que le reste des dépôts est liquidé petit à petit pour rembourser ses dettes et ses pertes sur investissements. Dans le même temps, ses activités bancaires en Grèce sont transférées à la Piraeus Bank. Les avoirs supérieurs à 100 000 € sont confisqués aux épargnants pour renflouer les caisses de la banque mise en faillite.

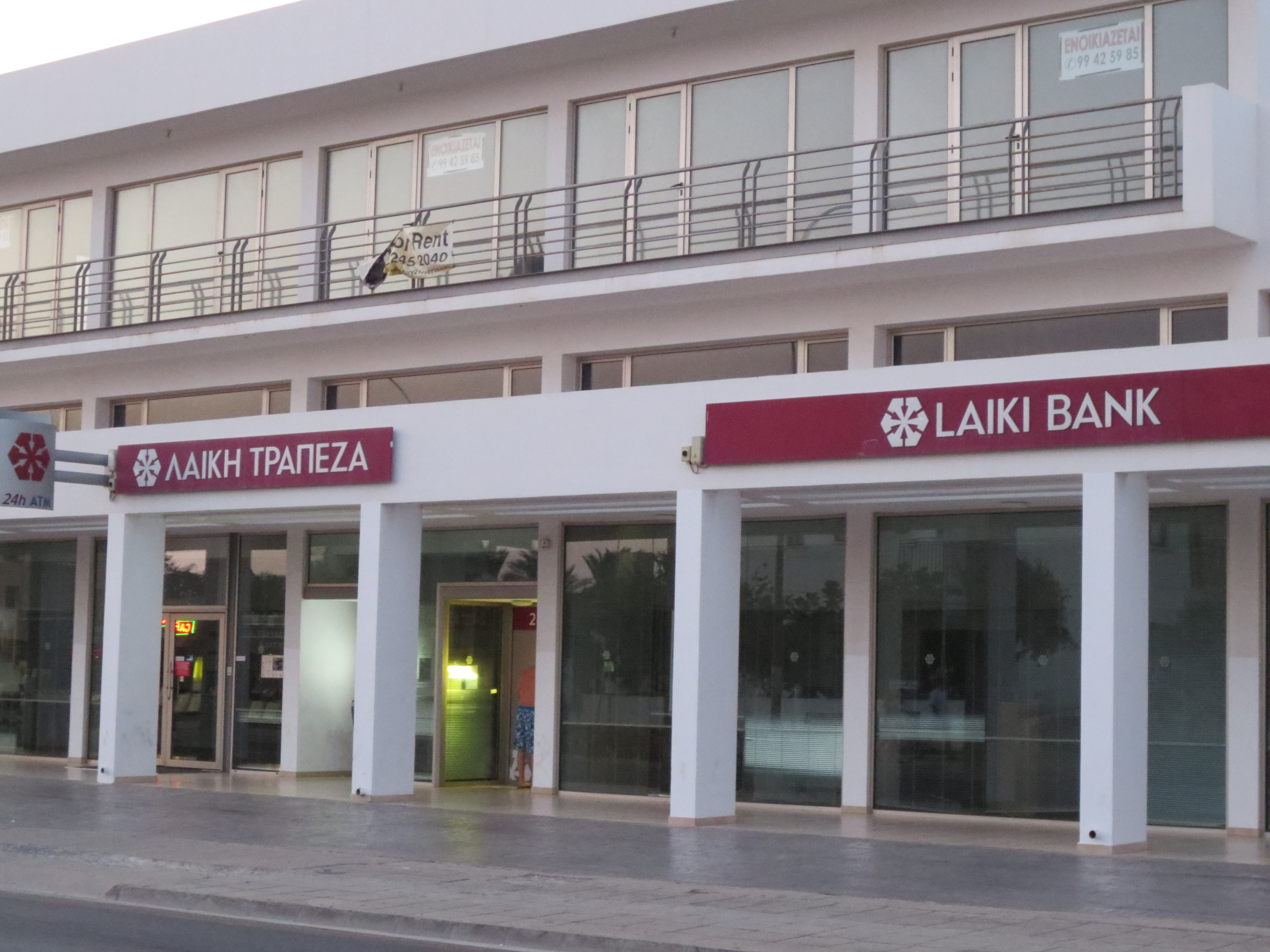
Direction à Ayia Napa(2012)